# Stuart Milner-Barry
Sir Philip Stuart Milner-Barry (Londra, 20 settembre 1906 – Londra, 25 marzo 1995) è stato uno scacchista e crittografo britannico.

## Biografia
Stuart era il secondo di sei figli di un insegnante, Edward Leopold Milner-Barry, che morì nel 1917, e di sua moglie, Edith Mary. Giocatore di scacchi di talento, vinse il primo British Boys' Championship nel 1923. Frequentò il Cheltenham College e vinse una borsa di studio per il Trinity College , Cambridge. A Cambridge, fece amicizia con un altro giocatore di scacchi, Conel Hugh O'Donel Alexander. Tra il 1929 e il 1938 lavorò come agente di cambio, anche se non era felice a lavorare lì. A partire dal 1938, è stato il corrispondente di scacchi per il The Times, fino al 1945.

## Carriera
Fece il suo debutto nella classe internazionale di scacchi durante il torneo di Londra nel 1932, dove il campione del mondo Aleksandr Alechin vinse.
Ha rappresentato l'Inghilterra nelle Olimpiadi degli scacchi del 1937 e del 1939. Durante quell'ultimo torneo, svoltosi a Buenos Aires, coincise con la dichiarazione di guerra della Gran Bretagna alla Germania nel mese di settembre 1939. Milner-Barry, con i compagni di squadra, tra i quali Hugh Alexander e Harry Golombek, abbandonò il torneo e tornò in Gran Bretagna.

### Bletchley Park
Al loro ritorno, tutti e tre ben presto entrò nel Government Code and Cypher School (GC & CS) a Bletchley Park. Milner-Barry è stato reclutato dal matematico Gordon Welchman, che era stato un suo compagno presso il Trinity College. A sua volta Milner-Barry reclutò Hugh Alexander. Durante i primi mesi del 1940, entrò a far parte di Welchman "Hut 6", il cui compito era quello di risolvere il dispositivo di cifratura enigma usati dall'esercito tedesco e dalla Luftwaffe
Nell'autunno 1943, Milner-Barry divenne capo della "Hut 6", che a quel tempo era cresciuta ad oltre 450 dipendenti.

## Dopoguerra
Nel 1945 si unì alla tesoreria. Nel 1947 sposò Thelma Tennant Wells, dalla quale ebbe tre figli. Nello stesso anno, è stato promosso a vicesegretario e sottosegretario nel 1954. A parte un periodo di lavoro nel ministero della Salute (1958-1960), è rimasto con il Tesoro fino al 1966. Nel 1977 andò in pensione.
Continuò a giocare a scacchi, nelle Olimpiadi del 1952 e 1956. Nel 1956 durante le Olimpiadi a Mosca, si considerò il viaggio rischioso, dal momento che la Gran Bretagna e l'Unione Sovietica, che erano state alleate durante la seconda guerra mondiale, erano su fronti opposti nella guerra fredda.
È stato presidente della Federazione britannica scacchistica (1970-1973).

## Morte
Nel 1985, Milner-Barry difese la reputazione di Gordon Welchman, che era oggetto di critiche postuma per i dettagli della pubblicazione sul lavoro durante la guerra del Hut 6.
Morì il 25 marzo 1995 al Lewisham Hospital, di Londra. Un servizio commemorativo si è tenuto per lui all'Abbazia di Westminster il 15 giugno.